# Хоботноголовый кускус
Хоботноголо́вый кускус, или по́ссум-медое́д, пяткоход, или нулбенгер, или сумчатый медоед (Tarsipes rostratus) — сумчатое млекопитающее отряда двурезцовых сумчатых. Единственный вид семейства.

## Внешний вид
Внешний вид поссума-медоеда демонстрирует приспособление к питанию пыльцой и нектаром цветов. Морда у него вытянута в хоботок, который составляет примерно две трети длины головы, а язык, длинный и тонкий, способен высовываться изо рта на 2,5 см. Язык медоеда по спинке покрыт длинными щетинковидными сосочками. Он представляет собой своеобразную кисть для сбора пыльцы, а удлиненная морда служит трубкой для втягивания нектара.
Поссум-медоед меньше мыши: длина его тела 7—8 см, хвоста — 9—10 см; весит он 13—17 г. Самки крупнее самцов. Волосяной покров у медоедов короткий и грубый. Хвост длинный и тонкий, хватательный, голый. Глаза маленькие; уши небольшие, округлые. Окраска спины серая, с тремя бурыми продольными полосами. Средняя полоса проходит от затылка до основания хвоста, боковые — от плеч до бёдер. Бока бледно-рыжие, брюхо жёлто-белое, голова — светло-бурая. Большой палец на конечностях противопоставлен остальным. II и III пальцы на задних конечностях, как и у поссумов, срастаются, но несут ногти, а не когти. Зубы у медоеда дегенерировавшие и их всего 22; жевательная мускулатура очень слабо развита. В выводковой сумке у самок 4 соска.

## Образ жизни и питание
Ареал поссума-медоеда ограничен юго-западным приморским районом Западной Австралии — от Джералдтона через Перт и Олбани до Эсперанса, однако на этом небольшом ареале он довольно обычен.
Поссум-медоед встречается в кустарниковых зарослях и разреженных лесах с густым подлеском. Это единственное сумчатое, приспособившееся питаться нектаром и пыльцой цветов; его биология связана с распространением и фенологией цветения определённых растений. Сумчатые медоеды являются важными опылителями некоторых цветковых растений. К посещаемым ими растениям относятся протейные (банксии, каллистемоны, хакеи, дриандры), кордилина кустарниковая (Cordyline fruticosa) и эвкалипты.
Образ жизни поссума-медоеда удивительно похож на образ жизни небольших австралийских птиц — медососов (Meliphagidae). Как и они, медоед живёт и питается на деревьях, а также может мигрировать на небольшие расстояния. Он сооружает из травы круглое гнездо или занимает брошенное птичье гнездо; молодых поссумов часто находили в гнёздах медососов. Его питание также аналогично: пыльца, нектар и мелкие насекомые, встречающиеся на венчиках цветов. Несмотря на название, мёда медоед не ест. Маленький вес помогает этим зверькам забираться на самые тонкие ветки, а длинный хоботок и язык — добывать пищу из глубины цветочного венчика. Нектар и пыльца, покрывающие язык, затем счищаются с него гребнями на твёрдом нёбе.
Поссумы-медоеды — очень проворные зверьки; часто их можно видеть свисающими с ветки при помощи одного цепкого хвоста. У медоедов три пика активности: с 06:00 до 08:00, с 17:00 до 19:00 и с 23:30 до 01:30. По ночам эти поссумы кормятся, часто собираясь небольшими группами на одном растении. В холодную погоду они иногда впадают в спячку и спят в гнёздах группами, согревая друг друга. Кормовые участки медоедов занимают около гектара, но у кормящих самок они меньше — порядка 100 м². В неволе самки доминируют над самцами и демонстрируют по отношению к ним агрессивное поведение. Поссумы-медоеды легко приручается, однако ни разу не удалось держать их в неволе больше 2 месяцев.

## Размножение
Определённого сезона размножения медоеды не имеют — молодняк в природе встречает почти круглый год (кроме декабря, когда мало цветущих растений). Однако имеется пик размножения, который приходится на январь—февраль. Эмбриональная диапауза в развитии зародыша позволяет следующему потомству рождаться вскоре после того, как предыдущее покинет сумку.
При рождении поссумы весят 2—6 мг и являются одними из самых маленьких новорожденных среди млекопитающих. В помёте до 4 детёнышей. Они остаются в сумке до 8 недели; к этому времени они весят 2,5 г, у них открываются глаза и появляются характерные полоски на спине. Ещё через неделю они по ночам покидают гнездо и путешествуют вместе с матерью в поисках пищи. В 11 недель молодые поссумы уже полностью независимы; половой зрелости достигают в 6 месяцев.
Вес семенников у самцов составляет 4,2 % веса тела. Длина сперматозоидов составляет 0,36 мм, это самые длинные сперматозоиды среди всех млекопитающих.

## Статус популяции и охрана
Поссумы-медоеды довольно редки, но не относятся к охраняемым видам. Основную угрозу для них представляет сокращение кормовой базы и разрушение природных местообитаний, поскольку в отличие от птиц, кормящихся нектаром, медоеды не способны совершать длительные миграции в поисках пищи. Также угрозу для существования вида представляют завезённые в Австралию медоносные пчёлы, подрывающие кормовую базу животного.
Предположительно, поссум-медоед является единственным выжившим представителем древней группы сумчатых. Его самые ранние ископаемые остатки датируются плейстоценом (около 35,000 лет назад), когда климат Австралии был более влажным.